# Réseau express régional basco-landais
Le Réseau express régional basco-landais est un réseau de transport ferroviaire en étoile en cours de réalisation autour de Bayonne, dans les Pyrénées-Atlantiques, qui sera progressivement mis en service dès 2024 et cofinancé par la région Nouvelle-Aquitaine, la communauté d'agglomération du Pays basque, Grand Dax Agglomération et les autres intercommunalités traversées,.
Le projet de service express régional métropolitain (SERM) ambitionne d’assurer une desserte transfrontalière, sans rupture de charge, de Dax, en passant par Bayonne, à Saint-Sébastien, dans la Communauté autonome basque en Espagne.
Le 16 février 2024, une expérimentation de la tarification intégrée avec le réseau Txik Txak est lancée sur les lignes F54 et L54 Bayonne-St-Jean-Pied-de-Port. Dès 2025, un renfort de l'offre sur la ligne Dax-Hendaye est envisagé, ainsi qu'un prolongement jusqu'à Irun dès 2026.

## Histoire

### Décisions
En 2019, la région Nouvelle-Aquitaine et le syndicat des mobilités Pays Basque - Adour (SMPBA) de la communauté d'agglomération du Pays basque lancent une étude de faisabilité à la mise en place d’un RER et renforcent l’offre entre Bayonne et Cambo-les-Bains par un doublement du nombre de circulations. Le projet de SEM n'est alors pas intégré au plan de financement de l'État.
En décembre 2023, le projet de RER autour de l'étoile ferroviaire de Bayonne est confirmé par l'annonce d'un calendrier de mise en service progressive en trois phases,:
- 1re phase dès 2024 : optimisation du réseau existant, augmentation des fréquences et poursuite des études ;
- 2e phase entre 2027 et 2032 : achat de nouvelles rames et modernisation du réseau pour augmenter les fréquences et création de trois nouveaux points d'arrêt à Bidart, Tarnos et Lahonce. Une fréquence d'un train toutes les demi-heures par sens sera déployée ;
- 3e phase au delà de 2032 : prolongement de la première ligne jusqu'à Saint-Sébastien pour proposer un véritable service transfrontalier.

## Réseau
Au 1er février 2024, le RER basco-landais se compose d'une unique liaison ferrée diamétralisée (ligne 51 du réseau TER Nouvelle-Aquitaine) ainsi que de deux lignes radiales (lignes 54 et 53 du réseau TER Nouvelle-Aquitaine).

### Lignes du réseau

#### Ligne Nive

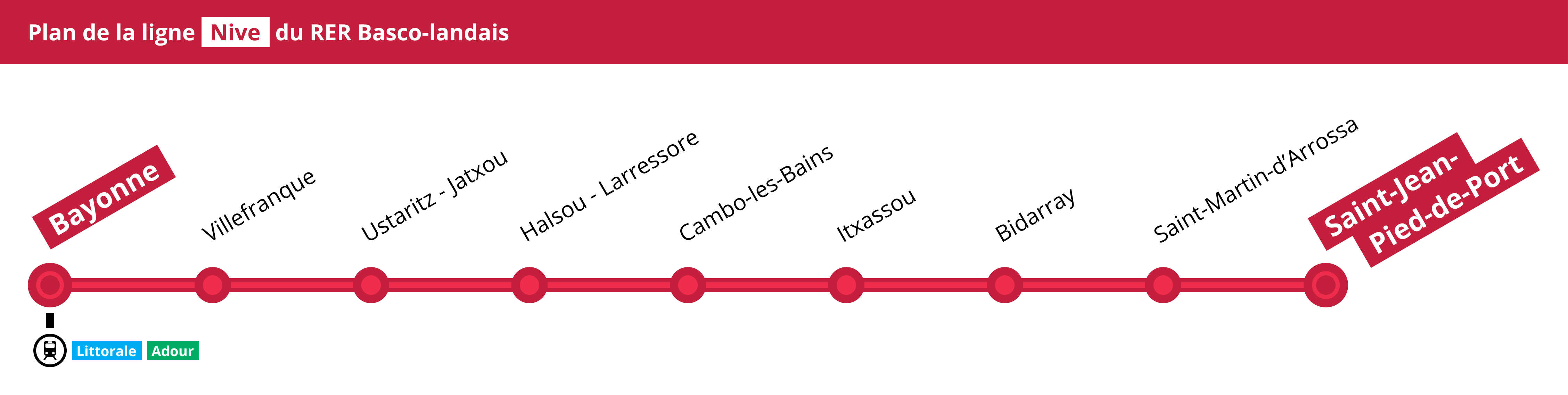
Plan de la ligne Nive.

La ligne Nive – actuelles F54 et L54 – relie Bayonne à Gare de Saint-Jean-Pied-de-Port en passant par Cambo-les-Bains.
|  |  |   |  |  | Gares                          | Lat/Long | Communes                      | Correspondances |  |
|  |  | - |  |  | ------------------------------ | -------- | ----------------------------- | --------------- |  |
|  |  | ■ |  |  | Bayonne                        |          | Bayonne                       | LITTORALE ADOUR |  |
|  |  | • |  |  | Villefranque                   |          | Villefranque                  |                 |  |
|  |  | • |  |  | Ustaritz - Jatxou              |          | Ustaritz, Jatxou              |                 |  |
|  |  | • |  |  | Halsou-Larressore              |          | Halsou, Larressore            |                 |  |
|  |  | • |  |  | Cambo-les-Bains                |          | Cambo-les-Bains               |                 |  |
|  |  | • |  |  | Itxassou                       |          | Itxassou                      |                 |  |
|  |  | • |  |  | Bidarray-Pont-Noblia           |          | Bidarray                      |                 |  |
|  |  | • |  |  | Ossès - Saint-Martin-d'Arrossa |          | Ossès, Saint-Martin-d'Arrossa |                 |  |
|  |  | ■ |  |  | Saint-Jean-Pied-de-Port        |          | Saint-Jean-Pied-de-Port       |                 |  |

#### Ligne Adour
La ligne Adour – section de l'actuelle L53 – relie Bayonne à Puyoô.

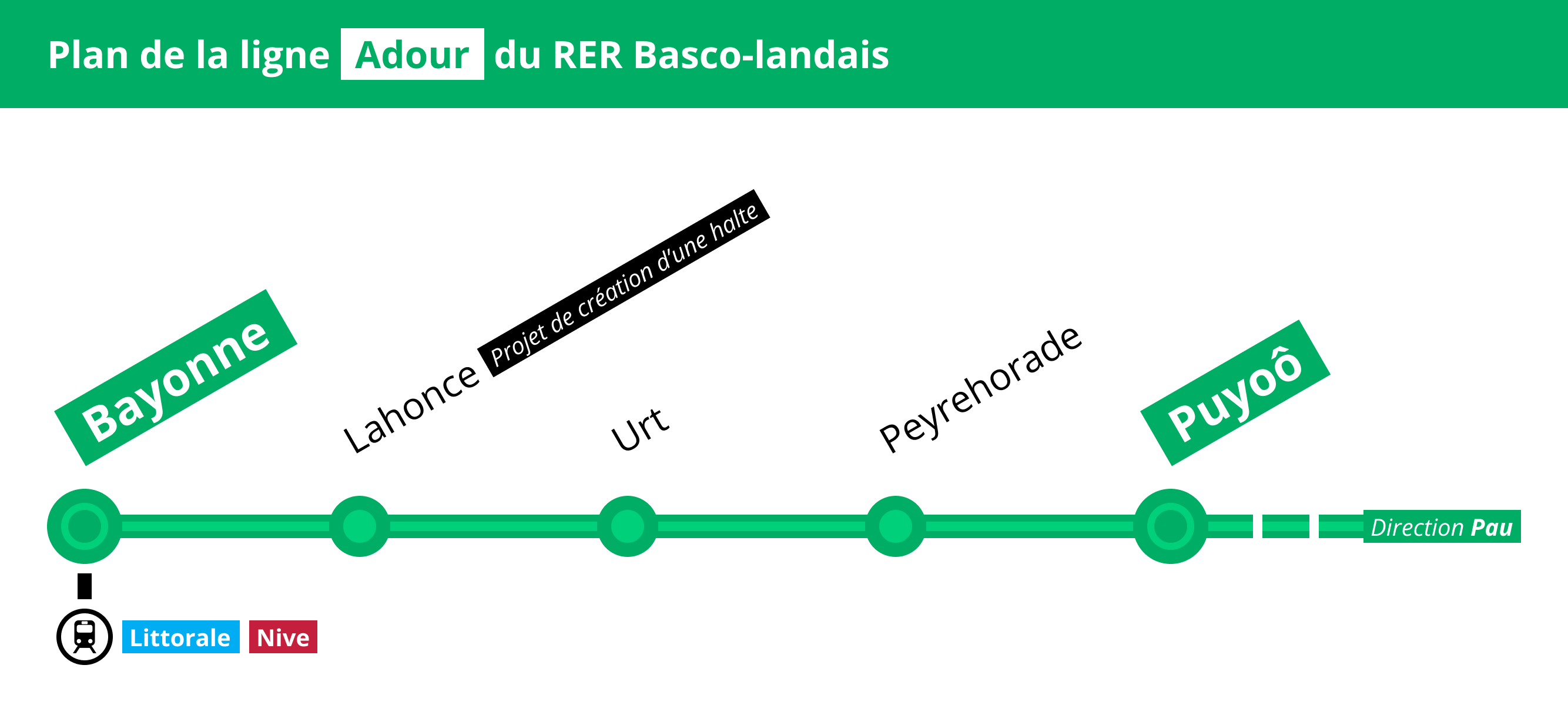
Plan de la ligne Adour.

|  |  |   |  |  | Gares       | Lat/Long | Communes    | Correspondances |  |
|  |  | - |  |  | ----------- | -------- | ----------- | --------------- |  |
|  |  | ■ |  |  | Bayonne     |          | Bayonne     | LITTORALE NIVE  |  |
|  |  | • |  |  | Lahonce     |          | Lahonce     |                 |  |
|  |  | • |  |  | Urt         |          | Urt         |                 |  |
|  |  | • |  |  | Peyrehorade |          | Peyrehorade |                 |  |
|  |  | ■ |  |  | Puyoô       |          | Puyoô       |                 |  |

#### Ligne Littoral
La ligne Littoral – section de l'actuelle F51 – relie Dax à Hendaye et doit atteindre la gare de Saint-Sébastien (Espagne).

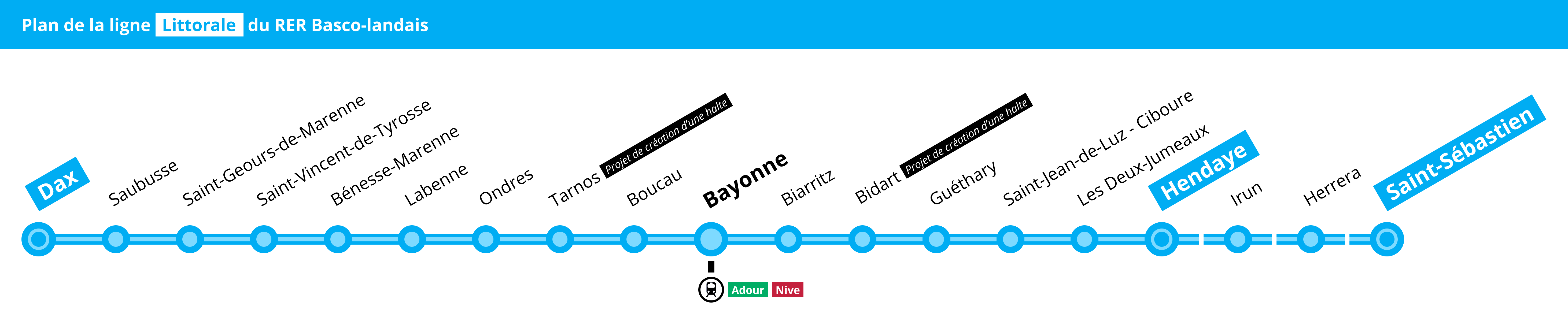
Plan de la ligne Littorale.

|  |  |   |  |  | Gares                       | Lat/Long | Communes                   | Correspondances |  |
|  |  | - |  |  | --------------------------- | -------- | -------------------------- | --------------- |  |
|  |  | ■ |  |  | Dax                         |          | Dax                        | 1 2 3 4 5 6     |  |
|  |  | • |  |  | Saubusse-les-Bains          |          | Saubusse                   |                 |  |
|  |  | • |  |  | Saint-Geours-de-Maremne     |          | Saint-Geours-de-Maremne    |                 |  |
|  |  | • |  |  | Saint-Vincent-de-Tyrosse    |          | Saint-Vincent-de-Tyrosse   | 1A 1B 2         |  |
|  |  | • |  |  | Bénesse-Maremne             |          | Bénesse-Maremne            | 1B              |  |
|  |  | • |  |  | Labenne                     |          | Labenne                    | 1A              |  |
|  |  | • |  |  | Ondres                      |          | Ondres                     |                 |  |
|  |  | • |  |  | Tarnos                      |          | Tarnos                     |                 |  |
|  |  | • |  |  | Boucau                      |          | Boucau                     |                 |  |
|  |  | • |  |  | Bayonne                     |          | Bayonne                    | ADOUR NIVE      |  |
|  |  | • |  |  | Biarritz                    |          | Biarritz                   |                 |  |
|  |  | • |  |  | Bidart                      |          | Bidart                     |                 |  |
|  |  | • |  |  | Guéthary                    |          | Guéthary                   |                 |  |
|  |  | • |  |  | Saint-Jean-de-Luz / Ciboure |          | Saint-Jean-de-Luz, Ciboure |                 |  |
|  |  | • |  |  | Les Deux-Jumeaux            |          | Hendaye                    |                 |  |
|  |  | ■ |  |  | Hendaye                     |          | Hendaye                    | E2              |  |
|  |  | • |  |  | Irun                        |          | Irun (Espagne)             | E2              |  |
|  |  | • |  |  | Herrera                     |          | Saint-Sébastien (Espagne)  | E2              |  |
|  |  | ■ |  |  | Saint-Sébastien (Espagne)   |          | Saint-Sébastien (Espagne)  | E2              |  |

### Projet
S'appuyant sur les lignes TER existantes, l'objectif du RER basco-landais est d'atteindre une fréquence d'un RER omnibus toutes les 30 minutes, desservant l’ensemble des arrêts du périmètre périurbain, sur les trois axes ferroviaires de l’étoile bayonnaise. L'offre dite « SERM » permettra d'élargir les heures de pointe, au moins de 6h à 9h30 et de 16h à 20h pour les trajets domicile-travail. Les amplitudes journalières en soirée et en début de matinée permettra de proposer une offre « SERM » de 6h à minuit.
Dès 2025, il est envisagé le renfort de cinq circulations quotidiennes (2,5 allers-retours) sur la ligne Dax-Hendaye, qui s’ajouteront aux 28 circulations existantes. En 2032, le volume total de circulations visé sur l'axe littoral du RER basco-landais doit être supérieur à 50 circulations par jour entre Dax et Hendaye, complétées des TER semi-directs Bordeaux-Hendaye (lignes L51 et D51), au moins 64 circulations journalières au total.
L'offre SERM du RER basco-landais (qui correspond aux actuelles lignes F51 et F54) sera complémentaire aux autres services de moyenne et longue distance, soit les TER Bordeaux - Hendaye semi-directs, les Intercités (TET) Bayonne - Toulouse, les TGV Paris - Handaye, les Intercités de nuit Hendaye - Paris ou encore les trains régionaux espagnols (Cercanias).
À terme, le réseau se composera de trois lignes :
- F51 : Dax ↔ Saint-Sébastien (après 2032), via Bayonne – jusqu'à Irun dès 2026 ;
- F54 : Bayonne ↔ Saint-Jean-Pied-de-Port, via Cambo-les-Bains ;
- L53 : Bayonne ↔ Puyoô (direction Pau).

## Billettique
Dans le Pays basque français, un tarif spécifique « Txik Txak + TER » sera expérimenté dès 2024 sur la ligne Bayonne - Saint-Jean-Pied-de-Port, à la suite d'une étude tarifaire achevée menée par la communauté d'agglomération du Pays basque et pilotée par SNCF Voyageurs achevée en automne 2023. Il permettra de proposer un titre de transport urbain unique sur le réseau Txik Txak et la ligne Bayonne-Saint-Jean-Pied-de-Port du RER basco-landais.